# 廻天のアルバス
『廻天のアルバス』（かいてんのアルバス）は、原作：牧彰久、作画：箭坪幹による日本の漫画。『週刊少年サンデー』（小学館）において、2024年25号から連載中。

## あらすじ
勇者と魔王がいる世界。アルデリア王国では勇者出立の儀式が開かれていたが、当の勇者アルバスはそれをすっぽかし、城門前で僧侶のフィオナを拾い、二人旅を始める。アルバスはフィオナに対し、自分は死ぬと勇者としての「旅立ちの日」に時間が巻戻るという異能を持っていると語る。
それから3年6ヶ月後、魔王攻略のための下準備を整えた二人は魔王城に突入、魔王との戦いの末、見事討伐に成功する。しかし、直後にフィオナが次の魔王として覚醒し、アルバスは致命傷を負う。死ぬ前にアルバスはフィオナを倒し、終極次元魔法「廻天（リヴォルヴ）」を発動させた。
魔王は人間の体を依り代として、例え倒されても別の人間の肉体を乗っ取って蘇るという特異な存在であった。その適正者であるフィオナが魔王になるのを防ぐため、そして自らが望む未来を作るため、また新たなアルバスの旅が始まる。

## 登場人物

### 主要人物
アルバス・ストライド
本作の主人公。勇者。10年前に神の使者を名乗る人物から啓示を受け、勇者として鍛錬に励み、魔王を倒すため出立。また、6歳の頃には大司教から「英雄の証」を貰っている。最初の旅では魔王に敗れて死亡するも、再び「旅立ちの日」に時間が巻戻るという、自らの死をトリガーに旅をやり直す異能の終極次元魔法「廻天（リヴォルヴ）」を得ている。旅の中で実際に魔王を倒したことも11回はあり、魔王討伐の最短記録は5年3ヶ月。ただし、魔王を倒してもそれ以外の犠牲や被害を無くすため、完璧な未来を求めて自害することも厭わず、何回も旅路をループすることを続けている。時間を大事にしているため無駄なことを嫌うが、勇者として真っ当な信念を持ち、人助けも迷わない。
フィオナ・ユミール
本作のヒロイン。僧侶。北部の田舎出身。勇者パーティーへの志願を考えていた所、アルバスからフィオナを仲間にするのがベストの選択肢だとスカウトされる（アルバスによれば今回が36巡目）。得意魔法は竜種すら眠らせる「睡眠魔法（ドリムス）」で、アルバスからもその腕を評価されている。アルバスの取る手段や方針に対しては疑念を持つこともある。実は現在の魔王である兄と兄妹揃って魔王の祝福を受けており、魔王（兄）が死んだ際は次の依り代として、魔王に覚醒するという重大な存在。アルバスは後に彼女が魔王になることを防ぐべく行動している。

### 勇者パーティー
ラウロ・リベリオ
南方警備隊の戦士で、最初の勇者パーティーのメンバー。幼い頃に母を亡くしている。地方領主の父から今のままでは領主を継がせれないと聞かされ、実家を飛び出して放浪、現在の身となる。マイペースな性格で、アルバスからは「ポジティブ狂戦士」の問題児として扱われている。この世は全て試練で出来ているという考え方の持ち主。世界最強の戦士になることを望み、戦闘では戦士の魔力「闘気」を炎に変換する力を発揮する。ラウロを仲間にしようと思っていなかったアルバスは、ケベリアの町で出会った彼の言動を見て考え直し、パーティーへの参加を認める。
ジーナ・グレイシス
王立魔法学院の魔法使いで、最初の勇者パーティーのメンバー。11歳で魔法学院に入学し、トップの成績で卒業した天才。魔法の研究・探究には色々と金がかかるため、金にがめつい性格。禁忌とされる次元魔法の研究をしていたという悪戯の魔女オーロの弟子で、そのため3年前に破門されている。固有属性は土だが、結晶魔法に属性を付与し、どのような属性も扱える「宝石魔法」を得意とする。アルバスから学院の粛清執行官に自身の工房が襲われると聞き、それを防ぐべく戦うが、アルバスが学院側と交渉したことで難を逃れる。その後はパーティーへと参加する。
トコ・ルーシッド
盗賊団「運命の神団（デスティーロ）」の参謀役。探索能力・機動力・戦闘力に優れる。ダンジョン探窟家の父がいたが、病気で亡くなっている。ラウロとは相性が悪く、度々言い争ってしまう関係。商都ロンデルにてシスター・ニコラの協力を得て、盗賊稼業に手を染めていた。以前のループでは団を抜けた後にアルバスと出会い、途中でパーティーを離脱するが、37巡目ではニコラの企み暴露後、アルバスからパーティーへ勧誘される。仲間のアマリからは父親のためにも旅に出るべきだと諭され、アルバスやラウロの掛けた言葉もあり、パーティーへの参加を決める。
アヴァル・クローベル
アステロム村のクローベル家次期当主。知識が豊富で、古代の大魔法「星宮魔法」を扱うため、「星見のアヴァル」と呼ばれる。父親は人間を愛したという大魔族クローベルで、魔族と人間のハーフ。過去のループ時の記憶の断片しかないラウロやジーナ達とは違い、37巡目ではゼアルクのように過去の記憶を引き継いでおり、アルバスがまた仲間に引き入れてくれることを待っていた。フィオナに対しては自らの「推し」だと、畏敬の念を抱いている。魔王側が差し向けた邪竜ホロケウスを退治するため、村自体を犠牲にしようとするも、フィオナの協力で救われている。
ウィレル
伝説とされる傭兵集団「群狼の爪」の団長。隻眼の男性で、真に信頼し合った者にしか自分達への連絡手段を教えていない。36巡目では前のループで付き合いがあったアルバスが盗賊団討伐のため、外部委託として彼等に依頼を行った。また、アルバスによれば彼は仲間意識が高いため、旅への同行に際しての説得がかなり苦労したとのこと。
マリウス
転移門の祠を管理する隠者。アルバスに虹の宝玉なる秘石の入手を依頼する。その時の旅では無駄な時間を費やしたため、巡回によりフィオナやジーナ、トコをコスプレさせ、マリウスが出会ったという女性達に扮し、その場を収めている。37巡目では一緒に来るかと言うアルバスの誘いを断るも、助けを欲した時に何かの役に立とうと告げる。
その他のパーティーメンバー
吟遊詩人ローランド、エルフのミュリエル、東国の密使カシラ、獣人ナジャなどが一度はアルバスと旅をしている。

### 王立魔法学院
アルザイン・ドラーク
王立魔法学院の学院長にして大魔法使い。趣味はクッキーを焼くこと。ジーナが次元魔法の研究をしていた場合、奪い取ることを模索し、粛清執行官を動かす。後にアルバスとの交渉で恩を売るため、ジーナの勇者パーティーへの同行を条件に、彼女や工房への手出しを辞める。魔王討伐の暁には破門の取り消しを決め、アルバス達に学院のペガサスを貸与する。
エンリケ・ウィンフォード
王立魔法学院の上級魔法使い。氷魔法を得意とする。ジーナの出自を知り、彼女を入学させたことは痛恨の極みだと感じている。

### アルデリア国民
メリダ
子供の頃のアルバスが生活していた孤児院の女性。母代わりとしてアルバスを含む6人の子供達を育てた。当時のアルバスには、笑顔に囲まれるのが楽しく生きる秘訣だと語るも、彼が10歳の時に病気で死去する。
バイロン
トームの町に住む僧侶。フィオナの師で、5歳の頃に修道院に弟子入りした彼女を指導した。旅立ったその後を気に掛けており、自信が足りないフィオナには大丈夫だと言ってくれる者に出会って欲しいと考えている。
トマ・ボルドー
職人の町ブルートスの鍛冶師。名工の資格を持たない半人前だが、以前のループで彼の腕を知っていたアルバスは認定試験を受けてもらうことを提案し、それに見事合格。彼の手で自分達の武器を製作してもらった。
ザンク・ザムザック
盗賊団「赤い尾（レッドテイル）」の頭領。盗賊団討伐にやって来たアルバスを倒すことを目論むも、失敗する。裏ではゼアルクから情報提供を受けており、用済みとして彼に命を狙われるも、アルバスに救われる。
オーロ
悪戯の魔女。ジーナの師で、親に捨てられた子供の頃の彼女を拾い育てた。禁忌の次元魔法を研究しており、故意か事故かは不明だが、今現在は肉体の時間が止まった状態にある。ジーナは魔法の解明を目標としている。
ミリヤ
行商人の女性。過去（アルバス出立前）に故郷を魔物に滅ぼされている。出会ったアルバスに理不尽な文句を言うが、以前のループではアルバスは後々に勇者の献身を知った彼女から、反省と感謝の言葉を述べられる。
アマリ
盗賊団「運命の神団（デスティーロ）」のリーダー。商都ロンデルの下層育ちで、トコの幼馴染。上層・下層に別れた町の歪みを正そうとする。二コラの企み暴露後はこれまでの責任を取るとトコに告げ、彼女を送り出す。
シスター・ニコラ
盗賊団「運命の神団（デスティーロ）」に協力するシスター。穏やかな態度でトコ達に接するが、裏では上層貴族からの依頼で、盗賊団を使い敵対者から金を奪わせていた。後にアルバスに真相を暴かれ、捕縛される。
カーツ
商都ロンデルの上層に住む貴族。爵位は子爵。シスター・ニコラと手を組み、怪しまれないよう少しとはいえ下層側に金を払い続けていた。カジノの儲けの分配の相談をしようとしていた所をアルバスに捕縛される。

### 魔王軍
魔王
魔王軍を率いる人類の敵。レベルは150で、強大な戦闘能力を持ち、即死魔法すら扱う。「人間の肉体を依り代にする」という特異な存在で、倒されても他者の肉体に憑依して、幾度も蘇ることが可能。ただし、誰でもよいという訳では無く、魔王の祝福を受けた「適正」を持つ肉体でなければならない。弱点としては肉体が人間であることから。急所も人間と同じであるということ。現在の肉体はフィオナの兄を依り代とするが、フィオナが魔王の肉体としては完璧な出来だと、彼女に固執している。37巡目では神の使者と同じ時代の生まれであったらしいことが示唆される。
ヴァルゴ
「不動なる闇」の異名を持つ魔王軍幹部。自分の部屋に入ってきたアルバスの怨嗟マシマシ鉄球棍を喰らい、倒れる。その後は負傷した身で魔王の元へ向かおうとするも、魔王とアルバスの戦闘中に魔王が放った攻撃の巻き添えとなり、死亡する。
ゼアルク
魔王軍幹部「傾天の13塔」第5塔。自らの時間が巻き戻っていることに気付き、その根源がアルバスであると気付いた魔族。戦闘では巨大な植物（ツル）を操る能力を持つ。アルバスをもっと知り、勇者の辿る面白い物語を享受しようと考え、「旅商人」に扮してアルバスに接触するも、その素性を看破される。一度はアルバスに破れた後、魔法具「誓約の首輪」を付けられ、勇者パーティーに同行する。後にゴルーニと遭遇して「誓約の首輪」が壊れた後は、アルバスの側に居続けると余計な追っ手が増えると考え、ここらが潮時だと勇者パーティーから離脱する。
エゼリベ
魔王軍幹部「傾天の13塔」第9塔。ゼアルクの知る歴史では勇者に負けて死亡している。
ゴルーニ
魔王軍幹部「傾天の13塔」第4塔。13塔随一の魔法使いを名乗る。アルバスと行動を共にするゼアルクに近づき、彼が付けていた「誓約の首輪」を破壊、勇者を殺せと迫るも、ゼアルクを囮にして勇者ごと殺そうと企んでいる魂胆を見抜かれ、ゼアルクによって始末される。自身は序列を過信し、常日頃からゼアルクを第5塔だと馬鹿にしていたため、彼から殺意を抱かれていた。
ヴェール公
「猛き血」の異名を持つ魔王軍幹部。魔王に断りもなく従僕の邪竜ホロケウスをアステロム村に派遣した上に死なせてしまったとして、魔王に処刑される。

### その他
神の使者
幼いアルバスに啓示を告げたフード姿の人物。1巡目ではアルバスに今の君では魔王は倒せないと語り、魔王への対抗策として終極次元魔法「廻天（リヴォルヴ）」を授ける。代々人間の間からその時代の勇者を選定し「廻天」を授けることを続けており、その後も突然アルバスの前に現れたりする。37巡目ではこのままでは世界の時間軸から弾き出されるため、フィオナを救うことを諦めろと忠告するが、「例え自分が消えても完璧な未来を作る」というアルバスの覚悟を聞き、好きにしろとその場を去る。

## 用語
廻天（リヴォルヴ）
神の使者が代々勇者に授ける終極次元魔法。世界をある一定の期間においてリセットする大魔法であり、依り代の肉体を乗り継いで幾度も復活する魔王への対抗策として、歴代の勇者も幾度も旅を繰り返して魔王を倒し、平和を築いてきた。欠点として廻天にも限界があり、何度も何度も廻天を繰り返すと、廻天の影響を受けない一部の者（ゼアルク等）を除き、普通の人間にも影響を受けない者が現れ始め、廻天を行い過ぎる勇者（アルバス）は世界の時間軸から弾かれ、肉体の死が無くなり、誰からも知覚できず干渉もできない幽鬼のような存在となってしまう。
アルデリア王国
アルバスやフィオナ、ラウロ達が住む王国。王都ではアルバスのため勇者出立の儀式が開かれた。隣国ゼイレムとは争いが絶えない関係にある。
転移門（ワープゲート）
長距離を移動できる古代魔法文明の遺跡。隠者マリウスが管理する門は、エナース大陸から魔王城のある魔法大陸ガルムト中部へと転移が可能。
王立魔法学院
魔法使いが通う名門。学院卒業後の支援制度もあるが、自らが掲げる流派の魔法しか認めず、時と空間を操る次元魔法などを異端として扱っている。

## 書誌情報
- 牧彰久（原作）・箭坪幹（作画）『廻天のアルバス』小学館〈少年サンデーコミックス〉、既刊4巻（2025年4月18日現在）
  1. 2024年9月18日発売[2][3]、ISBN 978-4-09-853577-4
  2. 2024年12月18日発売[4]、ISBN 978-4-09-853809-6
  3. 2025年3月18日発売[5]、ISBN 978-4-09-854026-6
  4. 2025年4月18日発売[6]、ISBN 978-4-09-854082-2
  5. 2025年6月18日発売[7]、ISBN 978-4-09-854147-8